# シャンプレインリージョナルカレッジ
シャンプレイン リージョナル カレッジ（英：Champlain Regional College）はカナダ・ケベック州にある英語系CEGEPである。キャンパスはレノクスビル（モントリオール東方約160km）、ケベック市、セント・ランバート（モントリオール近郊）の3箇所。1971年創立。2008年時点での学生数は合計で約4500名。本部であるレノクスビル・キャンパスはビショップス大学の付属校で、寮、校舎などは共用が多い。校名のシャンプレインはカナダ歴史上の開拓者サミュエル・ド・シャンプランの名前にちなみ、リージョナルとは広地域をカバーする事を意味する。